# 秩父鉄道観光バス
秩父鉄道観光バス株式会社（ちちぶてつどうかんこうバス）は、埼玉県熊谷市に本社を置くバス事業者である。秩父鉄道株式会社の完全子会社。

## 概要
1996年11月12日に会社設立、翌1997年4月1日付で秩父鉄道よりバス事業を譲受して営業開始。
社名の通り、観光バス（貸切バス）事業を主体に営業している。
乗合バスに関しては、2014年3月までに全路線から一旦撤退したが、“休止”扱い（この間の法的な位置付けは不明）としており、ジェイアールバス関東株式会社とアライアンス提携し、協力を得る形で2024年1月に再参入した（詳細は#JRバス関東アライアンス路線を参照）。
2023年10月1日付で、同じ秩父鉄道子会社で旅行代理店業を営んでいた秩父観光興業株式会社を吸収合併（旅行業自体は元々秩父鉄道観光バスとしても保有）、長瀞トリックアート有隣倶楽部の運営も譲受した。

## 営業所
「自動車営業所」は従来からのバス営業所兼車庫、「営業所」は旧秩父観光興業の観光事業の営業所
- 本社（事務所）／本社営業所
埼玉県熊谷市曙町1-1　秩父鉄道本社ビル
1階にある本社営業所では、旅行商品販売のほか、後述のゆめぐり埼玉号乗車券の販売、更にはグループ外の国際十王交通と朝日自動車の熊谷駅発着路線バスの定期券や一日乗車券等の販売も受託している（秩父観光興業時代より請負）。
- 行田自動車営業所
埼玉県行田市長野1784
秩父観光興業行田営業所が併設されていたが、同一箇所だったため、統合されている。
- 長瀞自動車営業所
埼玉県秩父郡長瀞町長瀞804-1
- 秩父営業所
埼玉県秩父市宮側町1-10 秩父鉄道観光バスビル2階
- 寄居営業所
埼玉県大里郡寄居町寄居1239-4 寄居駅南口ビル2階
- 長瀞トリックアート
埼玉県秩父郡長瀞町長瀞704
2023年2月25日より秩父鉄道が運営していたレストラン「有隣倶楽部」をリニューアルして新設された「長瀞トリックアート有隣倶楽部」を秩父観光興業が運営しており、それも承継しているが、2025年9月30日に閉館予定[2]。

## 車両
貸切バス・観光バス

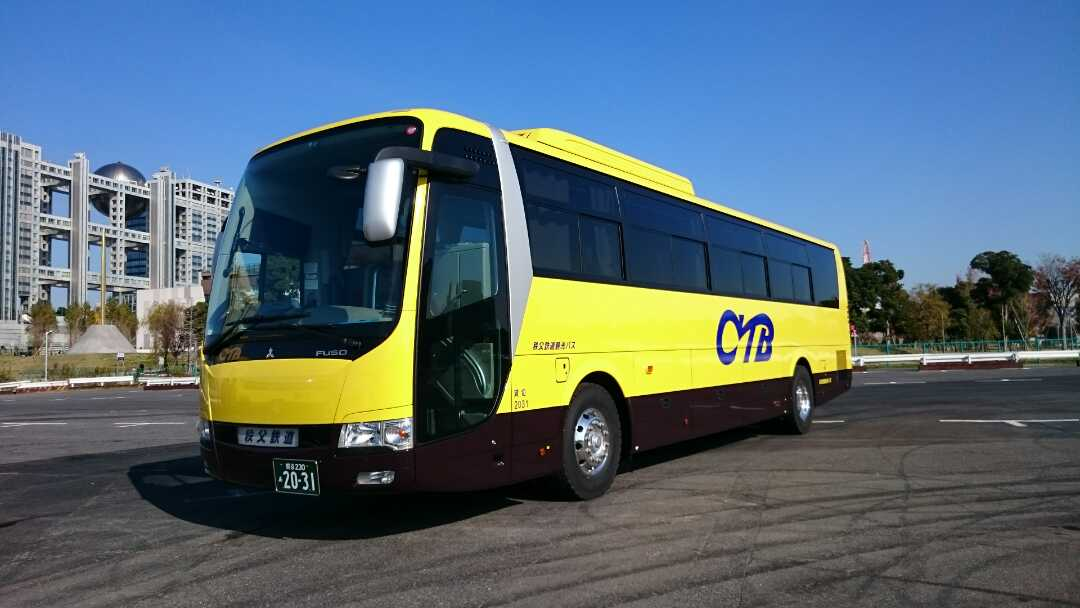
秩父鉄道観光バスが運行する大型車

- 大型車を中心に中型車・小型車の保有もある。
  - 車両は、秩父鉄道観光バスが直接保有の上で使用していたが、2023年9月1日付で、財務体質の強化を目的として、首都圏リース株式会社に譲渡の上、同社からリース契約をして引き続き使用を継続する形態を取ったことを、2023年9月26日に親会社の秩父鉄道が公表した[3]。
  - 上記リース化のリリースでは、合計24台となっている（大中小毎の割合・営業所毎の台数は不明）。
- 現行車両のデザインは、秩父鉄道直営時代の旧デザインをCTB仕様にカスタマイズしたもので、車両上部は黄色で青い「CTB」ロゴが描かれ、下部は濃いこげ茶色のツートンカラー。公式サイトの会社案内によれば「太陽の光とひまわりをイメージした黄色」とされており、ヒマワリの花言葉「あなたを幸せにする」にちなみ「幸せを運ぶ黄色いバス」と説明されている[4]。
- 過去の車両デザインは、車両前面と手前側にオレンジ色、後部に青色で「Chichitetsu」ロゴ（秩鉄＝秩父鉄道）が描かれたものであった。

特定バス

行田市立小学校専用スクールバス(201号車)

- 2022年度より、行田市北部の小学校の統廃合に関するスクールバスの運行業務を受託[5]。
  - 車両は衝突防止補助システムやバスジャック対策装置・AEDなどの医療機器などの子供達の安全を守るための装置が装備された専用のマイクロバス2両が用意された[6]。

乗合バス
- ゆめぐり埼玉号専属で、アライアンス相手のJRバス関東に準じた（一部デザインが異なる）車両を運用している。これは元々JRバス関東西那須野支店で使用していたH657-10406号車であるのがリリースの写真から読み取れる。少し遅れてJRバス関東東京支店で使用されていたH657-10409号車の転属も確認された。
これらは「秩父鉄道観光バス」の車両ではあるが、車両の点検整備はジェイアールバス関東佐野支店で実施されている[要出典]。
- かつては一般路線バス・コミュニティバス用の車両も保有していた。詳細は「#コミュニティバス」の節を参照。

## 運行路線
ほぼ10年間、後述の通り、乗合バス事業は行っていなかったが、“休止中”と案内し、再参入の機会を探っていた。2024年1月20日より、これまで営業していなかった高速バスのスタイルにて再参入を果たした。

### 高速バス

#### JRバス関東アライアンス路線
ジェイアールバス関東株式会社（JRバス関東）とアライアンス契約を締結し、JRバス関東の支援を受けるが、JRバス関東は運行主体者として当社へ運行を委託する（貸切バスによる管理の受委託）関係ではなく、あくまで後方支援のみであり、当社がJRバス関東デザインのバス（JRバス関東オリジナルデザインとは、JRロゴなど一部差異がある）を保有して直接運行する「秩父鉄道観光バス株式会社による一般乗合旅客自動車運送事業の路線」として認可を受けている。
JRバス関東側は運行支援として、高速乗合バス運営に関するノウハウを伝授する。秩父鉄道観光バスは『JRバス宿泊パック』の企画販売を行っている。ほかにも、JRバス関東主催バスツアーで埼玉北部方面のコースなどを新たに開始しており、その貸切バス運行を秩父鉄道観光バスが担当するなど高速バスの枠を超えた業務提携も生まれている。
- ゆめぐり埼玉号：加須駅北口 - 行田市駅南口 - 熊谷駅南口 〜 (関越道上里SAで休憩) 〜 伊香保温泉（見晴下） - 伊香保石段街 - 草津温泉バスターミナル
2024年1月20日運行開始。1日1往復。伊香保発着：片道大人1,800円（小人900円）、草津発着：片道大人2,800円（小人1,400円）。
  - 初回運行日には、3駅にて出発式を執り行った。加須駅にて加須市長・JRバス関東社長・秩父鉄道社長、行田市駅にて行田市長、熊谷駅にて熊谷市長、JR東日本高崎支社担当社員・JR熊谷駅長が参列した[11]。
- 東京ゆめぐり号（上野発着）：上野駅入谷口 - 東京駅（高速バスターミナル/日本橋口） 〜 （関越道上里SAで休憩） 〜 渋川駅 - 伊香保温泉（見晴下） - 伊香保石段街 - 東支所前 - 中之条駅南 - 群馬原町駅入口 - 川原湯温泉駅 - 長野原草津口駅 - JRバス長野原支店前 - 草津温泉バスターミナル
2024年7月20日運行開始予定だったが、認可取得が遅れたため、7月27日に延期[12]。1日1往復。JRバス関東による東京ゆめぐり号の既存経路を東京駅から上野駅まで延長する形で新設される301号(上野発)/302号(草津発)を担当する[13]。
ゆめぐり埼玉号とは異なり、既存路線の一部を担う形であり、共同運行に近いが、あくまで「アライアンス運行」の形態となっている。

## 廃止路線
過去には一般乗合バス・コミュニティバス受託も運行していたが、2014年3月31日をもって全路線から撤退した。

### コミュニティバス
熊谷市内循環バス「ゆうゆうバス」
路線などの詳細は「熊谷市ゆうゆうバス」を参照。
行田自動車営業所が3路線を担当していた。2014年3月31日をもって運行受託契約を解除した。翌4月1日より受託事業者が協同バスに変更されている。
専用車両として各路線ごとに、いすゞ・エルガミオ（7m車）、三菱ふそう・エアロミディMJ、いすゞ・ジャーニーJ（日野・リエッセOEM車）を保有していた。コミュニティバス運行受託契約解除に伴い、専用車両も除籍されている。
- 1系統「さくら号」 上之荘 - 久下 - 市街地 - 籠原駅
- 2系統「グライダー号」 妻沼行政センター → (外回り) → 妻沼行政センター
- 3系統「ムサシトミヨ号」 妻沼行政センター → (内回り) → 妻沼行政センター

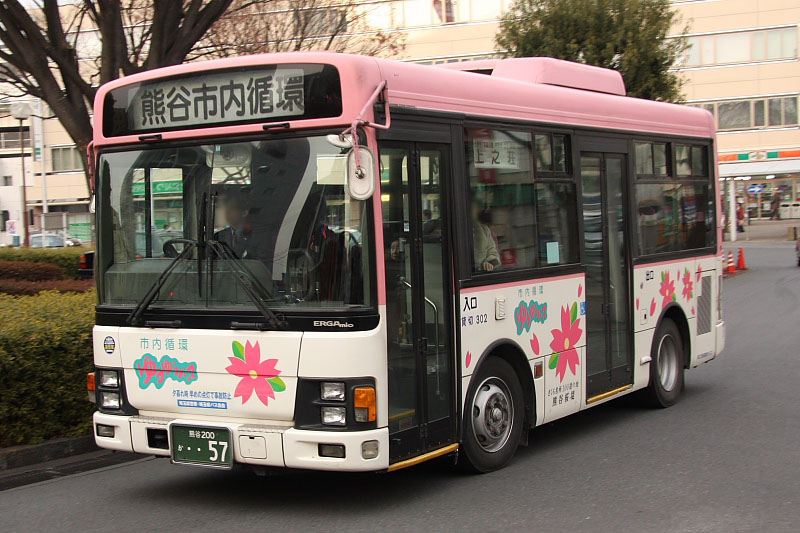
貸切車両302号車 ゆうゆうバス1系統「さくら号」 いすゞ・エルガミオ（7m車）、熊谷駅にて
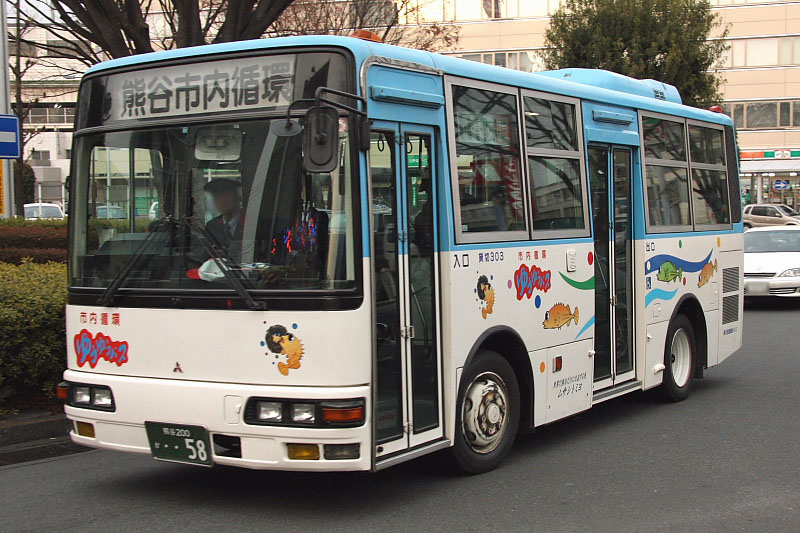
貸切車両303号車 ゆうゆうバス3系統「ムサシトミヨ号」 三菱ふそう・エアロミディMJ、熊谷駅にて
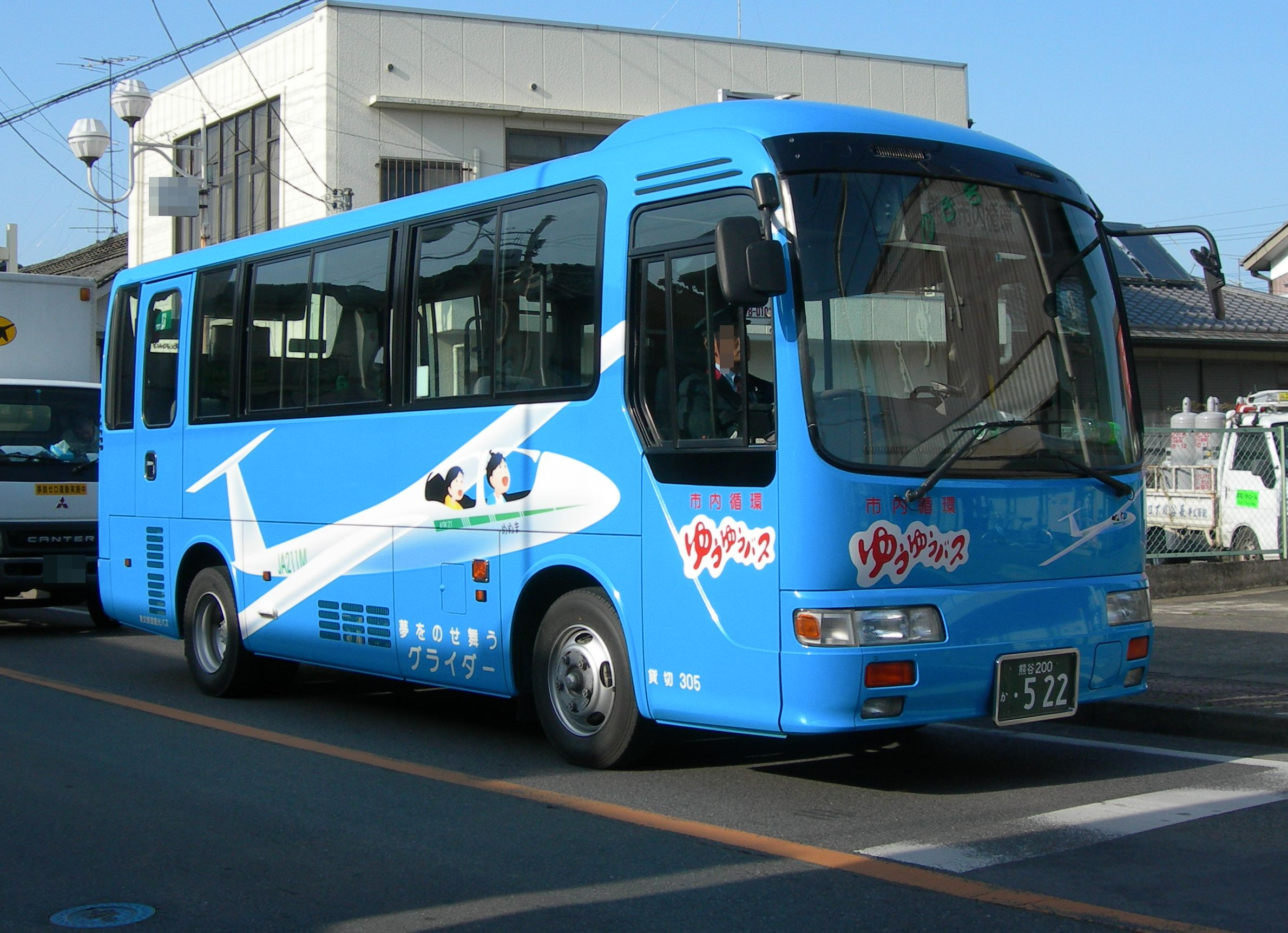
貸切車両305号車 ゆうゆうバス3系統「グライダー号」 いすゞ・ジャーニーJ

### 一般路線バス
長瀞自動車営業所が担当。現在はいずれも秩父市営バス浦山線（ぬくもり号）・川又線（せせらぎ号）として運行。
- 浦山線 - 2008年3月31日運行終了
  - 秩父駅前 - 浦山大日堂

直営時代は浦山大日堂の2つ手前の金倉橋までの運行だったが、秩父鉄道観光バス移管時に浦山大日堂まで延伸。
- 川又線 - 2010年9月30日運行終了
  - 秩父湖 - 川又

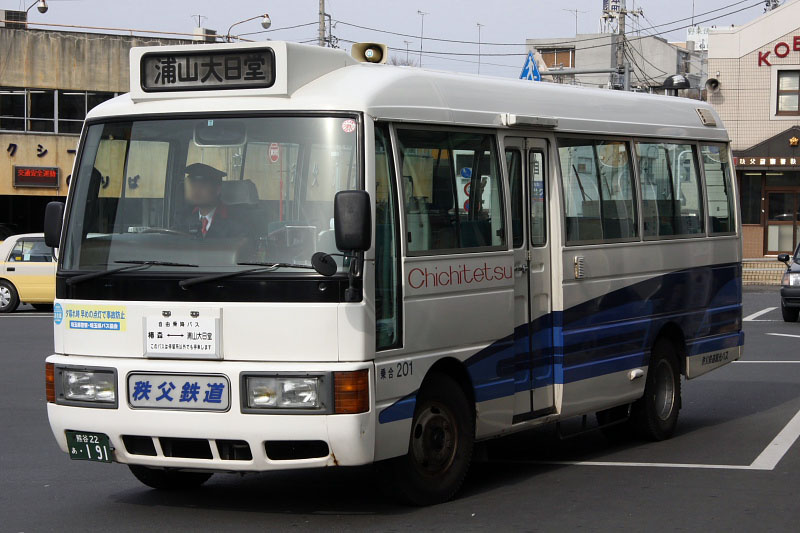
一般路線車両201号車 日産・シビリアン 秩父駅にて

### 秩父鉄道直営時代
秩父鉄道が1936年（昭和11年）4月に寄居自動車株式会社を買収、寄居 − 熊谷間（21.6キロ）の路線を承継して、乗合バス事業を開始。以降1996年に秩父鉄道観光バスを分社するまで、秩父鉄道直営でバス事業を行っていた。熊谷地区では1993年に路線バスの運行を撤退しており、同年時点の路線について下記一覧に記す（上記のかつて秩父地区で運行していた浦山線・川又線の2路線は分社前からの運行である）。
| 路線名   | 運行区間（経由）                                                        | 1990年度輸送密度(人/日) |
| -------- | ----------------------------------------------------------------------- | ----------------------- |
| 商高     | 熊谷駅 - 熊谷寺前 - 広瀬 - 熊谷商業高校                                 | 8.8                     |
| 籠原団地 | 熊谷駅 - 熊谷寺前 - 広瀬 - 大麻生駅入口 - 三尻中学 - 籠原団地           | 5.7                     |
| 観音山   | 熊谷駅 - 熊谷寺前 - 広瀬 - 熊谷工業高校 - 運動公園 - 三尻 - 観音山      | 4.3                     |
| 運動公園 | 熊谷駅 - 熊谷寺前 - 広瀬 - 熊谷工業高校 - 運動公園                      | 2.7                     |
| 久下     | 熊谷駅南口 - 万平公園 - 熊久 - 久下農協前                               | 2.6                     |
| 石原     | 熊谷駅 - 銀座一丁目 - 藤間病院 - 熊谷市役所 - 裁判所 - 石原駅           | 2.3                     |
| 武川     | 熊谷駅 - 熊谷寺前 - 広瀬 - 大麻生駅入口 - 川原明戸 - 武川駅             | 2.0                     |
| 工業団地 | 熊谷駅 - 熊谷寺前 - 広瀬 - 大麻生駅入口 - 三尻中学 - 御稜威ヶ原工業団地 | 2.0                     |

- 運動公園線は7月1日〜8月31日のみ運行
- 1990年度路線バス事業収支
  - 収入1億1997万7000円
  - 経費2億1200万3000円
  - 収益 ▲9202万6000円

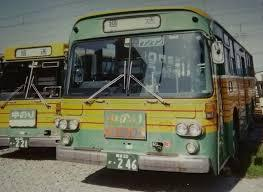
行田市駅近くで駐車する秩父鉄道バスの車両

採算が合わず（一度も黒字にならなかったという）、1993年3月1日から同年9月30日にかけて順次休止・廃止され、完全撤退している。
※ 路線・採算・輸送密度・廃止時期については、当時の熊谷市議会の議事録による。
1993年以前の運行路線
- 熊谷駅 - 荊原榎戸 ‐ 富士電機正門（現富士電機機器制御吹上工場）
- 熊谷駅 - 寄居駅

熊谷市以外の路線
- 行田駅 - 持田 - 愛宕神社 - 行田市駅
- 寄居駅 - 中小前田 - 小前田駅 - 原宿 -  寄居高校 (現 寄居城北高校)
  - 寄居駅 - 中小前田 - 小前田駅
  - 小前田駅 - 原宿 -寄居高校[16]
- 長瀞駅 - 宝登山麓（季節運転）
- 長瀞駅 - 野上 - 金沢 - いろは橋 - 太駄